# Landtagswahlkreis Husum-Land
Der Wahlkreis Husum-Land (Wahlkreis 02) war ein Landtagswahlkreis in Schleswig-Holstein. Der Wahlkreis umfasst vom Kreis Nordfriesland die amtsfreie Gemeinde Reußenköge, das Amt Mittleres Nordfriesland, das Amt Pellworm, das Amt Viöl sowie vom Amt Südtondern die Gemeinden Achtrup, Bramstedtlund, Enge-Sande, Karlum, Klixbüll, Ladelund, Leck, Sprakebüll, Stadum, Tinningstedt und Westre und vom Amt Nordsee-Treene (bzw. Husum-Land) die Gemeinden Arlewatt, Elisabeth-Sophien-Koog, Hattstedt, Hattstedtermarsch, Horstedt, Nordstrand, Olderup, Schobüll und Wobbenbüll.
Zur Landtagswahl 2012 wird der Wahlkreis Husum-Land aufgelöst. Der größte Teil des Wahlkreises wird Teil des neuen Wahlkreises Husum.

## Landtagswahl 2009
| Direktkandidat         | Partei         | Erststimmen in % | Zweitstimmen in % |
| ---------------------- | -------------- | ---------------- | ----------------- |
| Peter Harry Carstensen | CDU            | 43,3             | 35,9              |
| Gitta Trauernicht      | SPD            | 23,1             | 20,1              |
| Thorsten Schulze       | FDP            | 8,6              | 13,7              |
| Peter Schröder         | GRÜNE          | 8,4              | 9,9               |
| Susanne Rignanese      | SSW            | 9,9              | 11,7              |
| Falko Heuckrodt        | Die Linke      | 3,4              | 3,9               |
| -                      | PIRATEN        | -                | 1,2               |
| Kevin Stein            | NPD            | 0,9              | 0,7               |
| Claus Lass             | FW-SH          | 2,2              | 1,5               |
| -                      | RENTNER        | -                | 0,5               |
| –                      | FAMILIE        | –                | 0,7               |
| –                      | RRP            | –                | 0,1               |
| –                      | IPD            | –                | 0,1               |
| Sönke Albertsen        | Einzelbewerber | 0,3              | -                 |

## Abgeordnete
Direkt gewählte Abgeordnete des Wahlkreises Husum-Land waren:
| Jahr | Direktkandidat         | Partei | Erststimmen in % |
| ---- | ---------------------- | ------ | ---------------- |
| 2009 | Peter Harry Carstensen | CDU    | 43,3             |
| 2005 | Jürgen Feddersen       | CDU    | 49,8             |
| 2000 | Jürgen Feddersen       | CDU    | 42,6             |
| 1996 | Silke Hars             | CDU    | 39,7             |
| 1992 | Günter Fleskes         | SPD    | 44,6             |
| 1988 | Günter Fleskes         | SPD    | 48,5             |
| 1987 | Carsten Paulsen        | CDU    | 43,3             |
| 1983 | Leopold Späth          | CDU    |                  |
| 1979 | Leopold Späth          | CDU    | 54,0             |
| 1975 | Leopold Späth          | CDU    | 56,6             |
| 1971 | Leopold Späth          | CDU    | 61,9             |
| 1967 | Hans Alwin Ketels      | CDU    | 57,3             |
| 1962 | Volkert Martens        | CDU    | 56,0             |
| 1958 | Volkert Martens        | CDU    | 52,8             |
| 1954 | Volkert Martens        | CDU    | 40,2             |

Siehe Liste der Landtagswahlkreise in Schleswig-Holstein